# Unidad Popular (España)
Unidad Popular (UP o IU-UPeC) fue una coalición electoral creada para concurrir a las elecciones generales de España de 2015. Tuvo su origen en la plataforma Ahora en Común y en el grupo parlamentario de La Izquierda Plural en el Congreso de los Diputados.

## Gestación de la candidatura
El origen de Unidad Popular se encuentra en la plataforma ciudadana Ahora en Común y en el grupo parlamentario del Congreso de los Diputados: Izquierda Unida-Los Verdes: La Izquierda Plural.
Ahora en Común surgió en julio de 2015, tras las elecciones autonómicas y municipales de 2015, y tenía como objetivo principal la creación de una candidatura para las elecciones generales en la que confluyeran todos los partidos políticos, organizaciones sociales y personas independientes de izquierdas. Podemos rechazó su integración en este movimiento en un inicio ya que, según su Secretario General Pablo Iglesias, las coaliciones de izquierdas no sirven para ganar las elecciones, a la vez que respetaba que aquellos miembros de su partido que apoyasen la iniciativa se pudieran cambiar de opción política, mientras que Izquierda Unida sí decidió integrarse esperando que sirviese como espacio de encuentro. El 27 de septiembre de 2015, Emmanuel Rodríguez, Pilar García y David Leal, grupo promotor de la iniciativa, firmaron un comunicado en el que anunciaban su salida de la misma, llevándose la marca "Ahora en Común" que habían registrado tanto en el Registro de partidos políticos como la Oficina de Patentes y Marcas, al considerar que la plataforma había desplazado al protagonismo ciudadano en provecho de las fuerzas políticas partidarias, entre las que se encontraban IU, Podemos y Equo, entre otros, y con la acusación de que se estaba llegando a acuerdos "a puerta cerrada" entre fuerzas de izquierdas y Podemos. Tras el anuncio de celebración de primarias a nivel estatal en Ahora en Común, el partido Equo abandonó la plataforma considerando que las primarias no ayudaban a la confluencia con Podemos.
Tras la marcha del grupo promotor de Ahora en Común y debido a que la marca "Ahora en Común" era propiedad de estos, los miembros que permanecieron en la plataforma siguieron adelante bajo el nuevo nombre de Unidad Popular.
La coalición electoral, denominada formalmente «Unidad Popular: Izquierda Unida, Unidad Popular en Común, Chunta Aragonesista, Izquierda Asturiana, Batzarre-Asamblea de Izquierdas, Construyendo la Izquierda-Alternativa Socialista, Entre Tod@s Sí Se Puede Córdoba, Segoviemos, Izquierda Castellana»  está formada por los partidos que su denominación indica; a saber: Izquierda Unida, Unidad Popular en Común, Chunta Aragonesista, Izquierda Asturiana, Batzarre-Asamblea de Izquierdas, Construyendo la Izquierda-Alternativa Socialista, Entre Tod@s Sí Se Puede Córdoba, Segoviemos e Izquierda Castellana. Al poco tiempo, Entre Tod@s Sí Se Puede Córdoba anunció a la Junta Electoral Central (JEC) que se retiraba de la coalición.

## Primarias

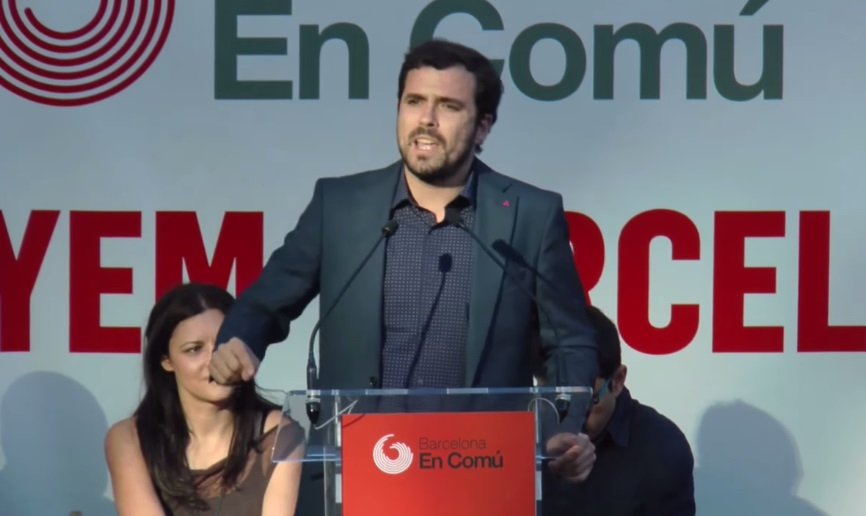
Alberto Garzón ganó las primarias de la formación para el candidato a la presidencia del Gobierno.

Se realizaron primarias abiertas presenciales y en línea para elegir a los candidatos de Unidad Popular a la Presidencia del Gobierno, al Congreso y al Senado, siguiendo estas dos últimas el método Dowdall de elección proporcional de candidatos y sus puestos en las listas. Posteriormente se ordenarían las posiciones siguiendo criterios de paridad de género.
Alberto Garzón ganó las primarias a candidato a la presidencia del Gobierno con 23 712 (96 %) de un total de 24 615, habiéndose presentado frente a otros 13 candidatos.
Los resultados oficiales de las primarias fueron los siguientes:
|  | 96.33 % |

|  | 1.24 % |

|  | 1.21 % |

|  | 0.34 % |

|  | 0.23 % |

|  | 0.19 % |

|  | 0.12 % |

|  | 0.10 % |

|  | 0.7 % |

|  | 0.4 % |

|  | 0.4 % |

|  | 0.4 % |

|  | 0.3 % |

|  | 0.1 % |

|  | 100 % |

## Elecciones generales de 2015
Durante la campaña electoral, Alberto Garzón, candidato de la coalición a la presidencia del gobierno, manifestó en múltiples ocasiones que uno de sus objetivos era lograr un grupo parlamentario propio, es decir, conseguir al menos 5 escaños en el Congreso de los Diputados y el 5% de los votos a nivel nacional. Sin embargo, UP tan solo obtuvo un total de 2 escaños en el Congreso. Concretamente, los resultados fueron los siguientes:
| Fecha de celebración | Ámbito                    | Candidato      | Votos      | %    | Escaños | Posición                      |
| -------------------- | ------------------------- | -------------- | ---------- | ---- | ------- | ----------------------------- |
| 20 de diciembre      | Congreso de los Diputados | Alberto Garzón | 923 133    | 3,67 | 2/350   | 5.ª en votos, 11.ª en escaños |
| 20 de diciembre      | Senado                    | -              | 2 361 081a | 3,57 | 0/208   | 5.ª en votos                  |

a Los votos hacen referencia al número de X marcadas a candidatos de Unidad Popular